# Grand Prix de Biscaye
Le Grand Prix de Biscaye (en espagnol : GP Viscaya) est une course cycliste disputée de 1925 à 1977 en Biscaye, province espagnole dans le nord-ouest de la Communauté autonome du Pays basque. Elle a connu 32 éditions : neuf de 1925 à 1935, dix de 1940 à 1949, et treize de 1965 à 1977.

## Palmarès
| Année | Vainqueur              | Deuxième                | Troisième                     |
| ----- | ---------------------- | ----------------------- | ----------------------------- |
| 1925  | Demetrio del Val       | Remigio Lorono          | Segundo Barruetabena          |
| 1926  | Ricardo Montero        | Feliciano Gómez         | Salvador Artaza               |
| 1927  | Ricardo Montero        | José Pons               | Mució Miquel                  |
| 1929  | Jesús Dermit           | Francisco Cepeda        | Valeriano Riera               |
| 1931  | Ricardo Montero        | Salvador Cardona        | Francisco Cepeda              |
| 1932  | Federico Ezquerra      | Ricardo Montero         | Salvador Cardona              |
| 1933  | Federico Ezquerra      | Eusebio Bastida         | Ricardo Ferrando              |
| 1934  | Luciano Montero        | Antonio Escuriet        | Fermín Trueba                 |
| 1935  | Federico Ezquerra      | Rafael Pou              | Antonio Escuriet              |
| 1940  | Delio Rodríguez        | Fermín Trueba           | Antonio Martín Eguia          |
| 1941  | Delio Rodríguez        | Antonio Martín Eguia    | Jesús Dermit                  |
| 1942  | Martín Mancisidor      | Cipriano Aguirrezábal   | Jesús Dermit                  |
| 1943  | Julián Berrendero      | José Lahoz              | Félix Vidaurreta              |
| 1944  | Delio Rodríguez        | Cipriano Aguirrezábal   | Vicente Carretero             |
| 1945  | Dalmacio Langarica     | Julián Berrendero       | Delio Rodríguez               |
| 1946  | José López Gandara     | Miguel Poblet           | Miguel Lizarazu               |
| 1947  | José López Gandara     | Juan Cruz Ganzarain     | Dalmacio Langarica            |
| 1948  | Hortensio Vidaurreta   | Félix Vidaurreta        | Francisco Michelena           |
| 1949  | Jesús Morales          | Félix Vidaurreta        | Julio San Emeterio            |
| 1965  | Italo Zilioli          | Valentín Uriona         | Francisco Gabica              |
| 1966  | José Pérez Francés     | Esteban Martín          | Joaquim Galera                |
| 1967  | Luis Pedro Santamarina | Antonio Gómez del Moral | José Manuel López Rodríguez   |
| 1968  | José Antonio Momeñe    | Pedro María Ugarte      | Luis Pedro Santamarina        |
| 1969  | Ignacio Ascasibar      | Domingo Perurena        | Domingo Fernández Lorenzo     |
| 1970  | Jesús Manzaneque       | Enrique Sanchidrian     | Miguel María Lasa             |
| 1971  | Domingo Perurena       | Agustín Tamames         | Jesús Manzaneque              |
| 1972  | Domingo Perurena       | Santiago Lazcano        | Agustín Tamames               |
| 1973  | José Grande            | Antonio Menéndez        | José Antonio González Linares |
| 1974  | Antonio Menéndez       | Juan Zurano             | Jesús Manzaneque              |
| 1975  | Domingo Perurena       | Ventura Díaz            | Santiago Lazcano              |
| 1976  | Juan Pujol             | Eulalio García          | Antonio Prieto Lozano         |
| 1977  | José Enrique Cima      | Luis Alberto Ordiales   | Domingo Perurena              |